# Francesco Lamperti
Francesco Lamperti, född den 11 mars 1813 i Savona, död den 1 maj 1892 i Como, var en italiensk sånglärare. Han var far till Giuseppe och Giovanni Battista Lamperti.
Lamperti, som var elev vid konservatoriet i Milano, vann först rykte som direktör för Teatro filodrammatico i Lodi och verkade 1850-75 med stor framgång som sångprofessor vid Milanos konservatorium, varefter han ägnade sig åt privatundervisning. Lamperti var som sånglärare vida berömd och utbildade bland kvinnliga elever Sofia Cruvelli, Désirée Artôt, Emma Albani, Marcella Sembrich med flera. Han utgav en sångskola och flera häften etyder.